# Долна Тунгуска
Долна Тунгуска (на руски: Нижняя Тунгуска) е голяма река в Азиатската част на Русия, Среден Сибир, Иркутска област и Красноярски край, десен приток на река Енисей. Дължината ѝ е 2989 km, която ѝ отрежда 5-о място по дължина сред реките на Русия след Лена, Об, Волга и Енисей.

## Географска характеристика

### Извор, течение, устие
Река Долна Тунгуска води началото си от 537 m н.в. в северната част на Ангарското възвишение (рус. Ангарский кряж), в северозападната част на Иркутска област. Горното течение на реката (580 km) до село Преображенка, Иркутска област първоначално е в източна, а след това в северна посока през югоизточната част на Средносибирското плато. Тук реката тече в широка силно залесена долина с полегати склонове, изградени от глинесто-пясъчни наслаги. В тази си част Долна Тунгуска, в района на град Киренск се доближава на 17 km от река Лена. Скоростта на течението ѝ е 0,4 – 0,6 m/s, а в широките и дълбоки места и по-малка.
Средното течение е с дължина от 1538 km и се простира от село Преображенка до село Тура, Евенкски автономен окръг, Красноярски край. В този участък първоначално Долна Тунгуска запазва северното си направление, а след като навлезе в Евенкски автономен окръг на Красноярски край завива на северозапад и протича през източната и централна част на Средносибирското плато. Тук долината ѝ става тясна (на места под 200 m) и дълбока с високи (до 100 – 200 m), често скалисти склонове. Руслото на реката се характеризира с многочислени езеровидни разширения, достигащи до и над 20 km. По течението има многочислени прагове, теснини и бързеи. Често по склоновете на долината се наблюдават каменни реки (морени) състоящи се от големи камъни с диаметър от 0,5 до 1,5 m. Някои от тези каменни реки достигат и до коритото на реката.
Долното течение с дължина 870 km се простира от село Тура до устието на реката. В този участък долината на Долна Тунгуска запазва същия си характер, както и в средното – тясна и дълбока долина с множество прагове (Сако, Вивински, Учамски, Голям и др.), теснини и бързеи, където скоростта на течението достига 3 до 5 m/s. След праговете течението ѝ се успокоява, а дълбочината ѝ нараства и на места достига 60 – 100 m. След устието на последния си голям приток река Северна (при 63 km) Долна Тунгуска тече през отвесни варовикови скали и скоростта на течението ѝ отново се увеличава до 1 – 1,5 m/s. Влива се отдясно в река Енисей при нейния 990 km, на 1 m н.в., при село Туруханск, Красноярски край.

### Водосборен басейн
Водосборният басейн на Долна Тунгуска има площ от 473 хил. km2, което представлява 18,33% от водосборния басейн на река Енисей и обхваща части от Иркутска област и Красноярски край, в т.ч. Евенкски автономен окръг.
Границите на водосборния басейн на реката са следните:
- на северозапад – водосборния басейн на река Курейка, десен приток на Енисей;
- на север – водосборния басейн на река Хатанга;
- на изток и югоизток – водосборния басейн на река Лена;
- на юг и югозапад – водосборните басейни на реките Подкаменна Тунгуска, Бахта, Суха Тунгуска и други по-малки десни притоци на Енисей.

### Притоци
Река Долна Тунгуска получава над 500 притока с дължина над 15 km, като 36 от тях са дължина над 100 km, в т.ч. 17 притока с дължина от 201 до 500 km и 3 притока над 501 km. По-долу са изброени всичките тези 20 реки, за които е показано на кой километър по течението на реката се вливат, дали са леви (→) или десни (←) притоци, тяхната дължина, площта на водосборния им басейн (в km2) и мястото, където се вливат.
- 2477 → Непа 683 / 19 100, при село Непа, Иркутска област
- 2272 → Голяма Ерьома 411 / 13 500, при село Ерьома, Иркутска област
- 2266 → Малка Ерьома 228 / 4050, при село Ерьома, Иркутска област
- 2147 → Тетея 318 / 10 300, Иркутска област
- 1918 → Средна Кочьома 212 / 2640, Иркутска област
- 1274 → Илимпея 611 / 17 400, при село Юкта, Евенкски автономен окръг, Красноярски край
- 1235 ← Ейка 400 / 18 900, Евенкски автономен окръг, Красноярски край
- 1211 → Иритка (Сики) 215 / 5950, Евенкски автономен окръг, Красноярски край
- 871 ← Кочечум 733 / 96 400, при село Тура, Евенкски автономен окръг, Красноярски край
- 849 → Нидим 379 / 14 500, при село Нидим, Евенкски автономен окръг, Красноярски край
- 749 ← Ямбукан 220 / 5790, Евенкски автономен окръг, Красноярски край
- 707 ← Виви 426 / 26 800, Евенкски автономен окръг, Красноярски край
- 690 → Таймура 454 / 32 500, Евенкски автономен окръг, Красноярски край
- 648 → Катарамба 212 / 3720, Евенкски автономен окръг, Красноярски край
- 607 → Учами 466 / 21 000, при село Учами, Евенкски автономен окръг, Красноярски край
- 548 ← Чискова 207 / 6240, Евенкски автономен окръг, Красноярски край
- 444 ← Тутончана 459 / 16 800, при село Тутончани, Евенкски автономен окръг, Красноярски край
- 386 ← Кочумдек 200 / 6160, Евенкски автономен окръг, Красноярски край
- 125 ← Ерочимо (Герасимова) 218 / 9140, Евенкски автономен окръг, Красноярски край
- 63 ← Северная 331 / 21 200, Красноярски край

### Хидроложки хоказатели
Подхранването на реката е смесено, като преобладава снежното (60%). Пълноводието на Долна Тунгуска в горното течение е през май и юни и юни. а в долното през юли, когато преминава около 73% от годишния отток на реката. Зимното маловодие (едва 1% от годишния отток) се дължи не само на замръзването на реката през тези месеци, но и на това, че водосборния басейн на реката се намира в зоната на вечната замръзналост и през този период те получава незначително подземно подхранване. Среден годишен отток в устието 3680 m3/s, което съответства на 116 km3 годишно. Реката замръзва през октомври, в отделни години в началото на ноември, а се размразява през май. Ледоходът продължава от 4 – 5 до 9 – 11 денонощия. В отделни тесни места по течението на реката при пролетното ледотопене се образуват мощни задръствания с ледове, при което нивото на водата се повишава с 30 – 35 m на обичайното.
Средномесечен отток на река Долна Таймира (в m3/s) при хидрометрична станция Голям праг (на 128 km от устието) за период от 52 години

## Селища
Въпреки голямата си дължина, по нейното течение са разположени сравнително малко населени места – само села. В Иркутска област – село Ербогаен (районен център), село Тура – административен център на Евенкски автономен окръг и в устието село Туруханск, районен център в Красноярски край.

## Стопанско значение
Корабоплаването по река Долна Тунгуска е съпроводено с много трудности поради множеството прагове и водовъртежи по течението. Навигацията на големи кораби е възможна в периода на пролетното пълноводие, а в отделни години, при наличието на обилни дъждове и в края на лятото и началото на есента. Особено опасен за корабоплаването е Големия праг (Орон) на 128 – 130 km от устието. Редовното корабоплаване по реката започва през 1927 г. и регулярно такова се извършва и понастоящем да село Тура (871 km), а при високи води и до село Кислокан, Евенкски автономен окръг, на 1155 km от устието. Плиткогазещи катери, баржи и салове магат да се изкачват почти до изворите ѝ.